# مگس تپه
مگس تپه واقع در روستای مگس تپه در شهرستان گرمسار واقع شده است. این اثر در تاریخ ۵ آذر ۱۳۸۰ با شمارهٔ ثبت ۴۲۵۳ به‌عنوان یکی از آثار ملی ایران به ثبت رسیده است.